# Halil İbrahim Eren
Halil İbrahim Eren  (* 20. Januar 1956 in Tekirdağ) ist ein ehemaliger türkischer Fußballspieler und inzwischen Fußballtrainer. Er spielte für Vereine in der Süper Lig und in der türkischen Fußballnationalmannschaft.

## Leben
Eren begann 1972 beim Verein Yılmazspor und spielte dann in den Jugendmannschaften von Tekirdağspor und Bandırmaspor. Im Jahr 1976 unterschrieb er einen Profivertrag bei Boluspor für die Süper Lig. Mit dem Verein gewann er 1981 den Başbakanlık Kupası und unterschrieb im selben Jahr bei MKE Ankaragücü. Ab 1985 wechselte er zum Stadtrivalen Gençlerbirliği Ankara. Mit Gençlerbirliği gewann er 1987 den Federasyon Kupası. Im folgenden Jahr wurde er im ersten Halbjahr an Samsunspor ausgeliehen, für die er 11 Spiele bestritt und drei Tore erzielte. In seiner letzten Saison spielte er 1988/89 bei Sakaryaspor, die in dieser Zeit in der Süper Lig spielten. In der Liste der erfolgreichsten Torschützen der Süper Lig steht Eren mit 113 Toren auf Platz 25.
In der Nationalmannschaft spielte Eren 1977 bis 1983 für die U21 und bestritt zwischen 1980 und 1984 acht Spiele für die türkische Nationalmannschaft.
Nach seinem Karriereende wurde er 1992 Jugendtrainer bei Ankaragücü und im folgenden Jahr Trainer der ersten Mannschaft des Vereins. In der Saison 1994/95	trainierte er Aydınspor, 1996 die Mannschaft von Linyitspor und 1998/99	Gölcükspor. Im Jahr 1999 kehrt der zu Ankaragücü zurück und trainierte dort die zweite Mannschaft, ab 2002 die Jugendmannschaft von Ankaragücü. Im Jahr 2007 wechselte er zu Tekirdağ 100. YIL Spor, blieb aber nur eine Saison. Im Jahr 2017 trainierte er einige Monate Tekirdağspor in der TFF 3. Lig.